# Myxexoristops fronto
Myxexoristops fronto là một loài ruồi trong họ Tachinidae.